# Rancho Seco, Michoacán de Ocampo
Rancho Seco är en ort i Mexiko.   Den ligger i kommunen Apatzingán och delstaten Michoacán de Ocampo, i den södra delen av landet, 300 km väster om huvudstaden Mexico City. Rancho Seco ligger 280 meter över havet och antalet invånare är 113.
Terrängen runt Rancho Seco är varierad. Runt Rancho Seco är det ganska tätbefolkat, med 72 invånare per kvadratkilometer. Närmaste större samhälle är Apatzingán, 6,4 km sydost om Rancho Seco. Omgivningarna runt Rancho Seco är en mosaik av jordbruksmark och naturlig växtlighet.